# Abborragölen (Tingsås socken, Småland)
Abborragölen är en sjö i Tingsryds kommun i Småland och ingår i Mieåns huvudavrinningsområde.